# Dampierre (Jura)
Dampierre ist eine französische Gemeinde mit 1.316 Einwohnern (Stand 1. Januar 2022) im Département Jura in der Region Bourgogne-Franche-Comté. Sie gehört zum Arrondissement Dole, zum Kanton Mont-sous-Vaudrey und ist Sitz des Gemeindeverbandes Jura Nord.
Sie entstand als namensgleiche Commune nouvelle mit Wirkung vom 1. Januar 2019 durch die Zusammenlegung der bisherigen Gemeinden Dampierre und Le Petit-Mercey, die in der neuen Gemeinde den Status einer Commune déléguée haben. Der Verwaltungssitz befindet sich im Ort Dampierre.

## Gliederung
| Ortsteil                      | ehemaliger INSEE-Code | Fläche (km²) | Höhenlage (m) | Einwohnerzahl zum 1. Januar 2022 | Dichte (Einw. je km²) |
| ----------------------------- | --------------------- | ------------ | ------------- | -------------------------------- | --------------------- |
| Dampierre (Verwaltungssitz)00 | 39190                 | 6,99         | 210–272       | 1.186                            | 164,2                 |
| Le Petit-Mercey               | 39414                 | 2,49         | 240–278       | .0130                            | 047,4                 |

## Geografie
Die Gemeinde liegt rund 22 Kilometer westsüdwestlich von Besançon. Sie wird im Süden vom Fluss Doubs und vom parallel verlaufenden Rhein-Rhône-Kanal durchquert. An der nordwestlichen Gemeindegrenze verläuft das Flüsschen Arne, das zum Doubs entwässert. Außerdem queren die Autobahn A36 und die Bahnstrecke Dole–Belfort das Gemeindegebiet.
Nachbargemeinden sind Mercey-le-Grand im Norden, Évans im Osten, Fraisans im Süden, Ranchot im Westen sowie Louvatange und Romain im Nordwesten.

## Bevölkerungsentwicklung
| Gemeinde                   | Einwohnerzahlen (Census) |      |      |      |      |       |      |      |      |      |      |
| Gemeinde                   | 1962                     | 1968 | 1975 | 1982 | 1990 | 1999  | 2006 | 2008 | 2011 | 2013 | 2016 |
| -------------------------- | ------------------------ | ---- | ---- | ---- | ---- | ----- | ---- | ---- | ---- | ---- | ---- |
| Dampierre                  | 567                      | 588  | 676  | 832  | 941  | 999   | 1171 | 1196 | 1209 | 1172 | 1148 |
| Le Petit-Mercey00          | 43                       | 34   | 33   | 35   | 53   | 58    | 99   | 111  | 107  | 107  | 118  |
| Dampierre                  | 0610                     | 0622 | 0709 | 0867 | 0994 | 1.057 | 1270 | 1307 | 1316 | 1279 | 1266 |
| Quellen: Cassini und INSEE |                          |      |      |      |      |       |      |      |      |      |      |

Die (Gesamt-)Einwohnerzahlen der Gemeinde Dampierre wurden durch Addition der bis Ende 2018 selbständigen Gemeinde Le Petit-Mercey ermittelt.